# 扬帆 (政治人物)
扬帆（1912年—1999年2月20日），原名石蕴华，曾用名殷扬，笔名扬帆，以笔名行，江苏常熟人，中国共产党及中华人民共和国官员，上海市公安局局长。

## 生平

### 文化界活动
石蕴华1912年生于常熟一个趋于败落的书香门第。自幼学诗读书。1926年随叔父到北京（1928年更名北平），初中毕业后当银行练习生三年。1932年9月，以第9名的成绩考入北京大学中国文学系。在校期间，在中共地下党员同学杨启哲、袁成隆等人引导下参加学生运动，担任北京大学学生会执委和纠察队长，在游行中同军警搏斗。同时还投身文化界活动，学习社会科学理论，参加左翼文化团体，在“北平左翼作家联盟”领导下组织成立了“文学研究会”。他还加入北京大学教授余上沅领导的“北平小剧院”，任总务主任，组织演剧活动，当导演兼演员。他在校内外陆续参加15个组织，成为不少组织的领导成员，在北京大学及北平文化界很活跃。
1935年夏，因中共河北省委遭破坏，石蕴华的同学中多位中共地下党员被捕，石蕴华也不得不离开北京大学。这时余上沅教授约他同赴南京创办戏剧学校。该校是中国国民党为同左翼争夺文化阵地而开办，筹委会主任是CC系的张道藩。余上沅经北京大学文学院院长胡适推荐，由南京国民政府教育部部长王世杰聘为该校校长。石蕴华收到余上沅的邀约后，一些中共地下党员朋友也都支持他去南京，可在培养戏剧人才的同时开拓左翼群众运动阵地。
1935年8月，石蕴华随余上沅抵达南京，获聘为筹委会秘书兼总务主任，承担了筹办学校的所有具体工作，不到两个月便完成了建校任务，第一期在10月18日开学。石蕴华的办事能力获得了兼任校务委员会主任和训导委员会主任的张道藩赏识，于是他被任命为校务委员会秘书兼训导委员会秘书。石蕴华利用该职掩护校内左翼师生，参与南京的左翼戏剧活动。他同该校导师马彦祥、曹禺建立了友谊，并结识了该校特约讲师田汉、阳翰笙。《曹禺传》称，曹禺到剧校后，“最难使他忘怀，也是对他的人生道路产生过影响的人物中，大概要算石蕴华了。”
石蕴华当初是请假暂时休学离开北京大学的，考试时仍回北京大学参加，所以保有北京大学学籍。1936年上半年是他在北京大学学业的最后一学期，一些中共地下党同学希望他回北京大学，推动一二·九运动后遭压制而陷入低潮的学生运动。因此并加上其他因素，他在1936年春向余上沅请假，自南京回到北京大学。
回北京大学后，石蕴华立即参与重建北京大学学生会，当选为学生会常委，任北京大学四年级的中华民族解放先锋队区队长，同时还参加“左联”、“新兴语文联盟”等左翼团体的领导工作。他曾主持学生集会，参与领导游行。在1936年6月13日北平学联召开的大会上，他指挥纠察队制止了国民党支持者的干预，打伤了两个支持国民党的学生，因此被法院传讯。这时，国民党又将学生会执委名单送交日本领事馆，指证他们是反日共党分子，企图借日本人之手加害他们。石蕴华不得不再度离开北京大学。幸而他已完成全部学业，可以正式毕业了。
1936年7月，石蕴华回到南京戏剧学校担任原职，继续在师生中宣传抗日救国思想，并掩护师生的爱国活动。他同经济学家孙晓村、千家驹等人发起组织南京各界救国会，任救国会的训练部长及文化界救国会的组织部长。1936年12月22日，国民政府在上海逮捕救国会“七君子”，南京的救国会也遭追查。石蕴华的活动早已受中国国民党中央党部关注，也引起了张道藩的怀疑。他们追查了石蕴华在北京大学的活动，无法容忍他继续在南京活动。张道藩责令他自动辞职，“另谋高就”。他在马彦祥家住了七天，后赴上海。当时是1937年3月。
抵达上海后，石蕴华更名殷扬，住在朋友杨启哲家，任文化界救国会组织部文艺组组长，负责联系文艺界的团体及个人会员。1937年8月6月，他经杨启哲、汪光焕介绍，成为中国共产党正式党员（因已经过长期考验，所以无候补期）。八一三事变爆发后，上海戏剧界成立救亡协会，殷扬任协会组织部长。不久，根据中共江苏省委指示，在文委书记孙冶方领导下成立戏剧电影委员会，由殷扬、于伶、姜椿芳负责，殷扬除了负总责之外，还分工领导群众戏剧运动及“小剧场”活动，任“影评人协会”主席，并且指导“电影从业员协会”的工作。殷扬和于伶等人通过剧协组织起13个救亡演剧队，派其中11个队赴前线及大后方活动。国民党军队撤离上海后，上海的抗日救亡活动转入上海租界。利用租界的特殊地位，剧协在部分学校和群众团体中组织起一百余个业余话剧团体。殷扬组织业余剧团每周日轮流演出救亡戏剧，该戏剧形式曾获周恩来称赞。
1938年1月，殷扬受聘任《译报》编辑及特派记者，负责编辑国际版及《译报周刊》“戏剧与电影”栏目。同时还在中共地下党开办的“社会科学讲习所”及“现代知识讲座”讲《中国戏剧史》；与梅益、林淡秋合作翻译英国女作家弗蕾达·厄特利写的揭露日本帝国主义的《日本的泥足》一书；此外他还写了些小小说及讽刺小说。1938年12月起，殷扬作为编委参加了中共地下党文委组织的由梅益任主编的报告文学集《上海一日》。
在上海的两年中，殷扬除在文化战线承担任务外，还在刘少文领导下兼做情报工作，如调查日特及汪伪特务机关的活动；还奉命同国民党地下情报机关建立联系，定期交换日特及汪伪的情报。
1939年，中共地下党领导的文化界救亡协会和以杜月笙为首的上海地方协会联合组织“慰劳三战区将士演出团”，团长是吴大琨（代表地方协会），殷扬任副团长（代表文化界救亡协会），团员30余人，均为20岁左右的青年，大多准备参加新四军，因为此前新四军军部曾要中共上海地下党支援一批知识青年去加强新四军的文化工作。慰问团春节期间自上海启程，坐船至浙江省温州，经浙江省战时省会金华及第三战区司令部所在地上饶。慰问团在为前线官兵演出慰问的同时，不断突破第三战区的监视、阻拦和扣押，最终经新四军派人接应抵达安徽省泾县云岭镇新四军军部。殷扬本准备将这批青年送到新四军后便回上海，但新四军政委项英希望他留下，并说中共江苏省委已同意他留新四军工作。自此，殷扬成为新四军战士，更名扬帆。

### 新四军时期
扬帆到新四军后，起初被分配到文化队任指导员兼支部书记。1939年9月文化队结束后，他被调到新四军军部任秘书、军法处调查科长，在军部秘书长兼情报处长李一氓领导下，负责收集情报，以确保军部安全。自此，他经常以新四军军部中校秘书的身份，来往国民党军队中，同国民党军队和地方上的中共秘密党员联系，收集情报，传达上级指示。在日伪占领区，扬帆也建立了情报联络点，以掌握日伪动态。当时新四军军部和教导总队、后方医院、兵站等直属单位分散在泾县十多个村，而当地区乡政府被国民党控制，国民党、三青团和特务组织遍布，这些组织与周边的国民党驻军联系密切，时常针对新四军进行活动。为做好新四军军部和直属机关的保卫工作，扬帆发动群众成立了“青年抗日联合会”、“儿童团”，依靠群众提供信息、收集情报。
扬帆1930年代后期在上海时与蓝苹（江青）的丈夫唐纳同为“影评人协会”的领导成员，交往很多，因而较了解蓝苹的情况。1939年5月，扬帆有一次路遇项英，项英因从国民党报纸上得知蓝苹同毛泽东结婚的消息，便向扬帆打听蓝苹是何人，扬帆作了详细汇报，介绍了蓝苹在济南和上海的活动以及1934年被捕的情况，并说蓝苹学识浅薄，爱出风头，夸夸其谈，喜怒无常，1936年4月与唐纳结婚后，唐纳百般体贴，但蓝苹不称心时便吵闹打人，有时拽着唐纳的头发往墙上撞，还常常口出污言，简直就是个泼妇。后来蓝苹又因与王莹争当《赛金花》主角而哭闹。1936年9月间和已有妻儿的章泯同居，迫使章泯离婚。因蓝苹这一系列表现，社会上对她很不同情，她在上海没法混下去，这才在1937年春离开上海到西安，托关系进入延安。项英让扬帆将上述情况写成书面材料，并注明“是由曾在上海地下党做戏剧界工作的殷扬所提供的。”项英据此给延安发电报，表明“此人不宜与主席结婚”。该电报自然起不了作用，因为半年前的1938年11月毛泽东便已与更名为江青的蓝苹结婚。
1941年初，在蒋介石催迫下，新四军根据中共中央指示撤离皖南。扬帆承担组织军部警卫的任务，于1941年1月4日离开云岭镇。行动前，扬帆曾获得国民党军队内的中共地下党员提供的情报，得知了国民党军队的部署计划，但因新四军领导决策失误，新四军仍落入七倍于己的国民党军队包围，被困茂林石井坑，激战四天后弹尽粮绝，不得不分散突围。扬帆与胡立教一起，翻山越岭，昼伏夜行，多次摆脱国民党军队的捕杀，2月15日抵达苏北东台，见到了陈毅、粟裕，成为“皖南事变”中突围到苏北的首批干部。随后，他们又来到盐城新四军新军部，向刘少奇详细汇报“皖南事变”情况，谈了8小时。
到盐城后不久，扬帆被任命为新四军军部军法处副处长兼盐阜保安处副处长（代理处长），后来又任中共盐阜区党委社会部长兼盐阜行署保安处长。他参与组建新四军军部、盐阜行署及下属县区的公安队伍，曾破获两起阴谋暴动案，保卫了新四军军部及苏北根据地的安全。他还负责复审了多起“肃托”冤案，使一些被诬为托派的中共党员获得平反。他争取了地方武装“左司令”，为开辟新根据地奠定了条件。经过扬帆与公安系统的努力，盐阜地区治安情况好转，社会趋于稳定。1942年他担任盐阜保安处长时，受到参加过长征的副处长排挤，最后扬帆被调离保安处。
1942年初秋，扬帆调到新成立的中共中央华中局文化委员会任委员兼秘书。因太平洋战争爆发后，原在上海的不少文化人转移至苏北根据地，文委是接待文化人的工作机构。扬帆被陈毅视为从事该工作的最佳人选，所以让他负责文委的实际工作。扬帆在新四军军部驻地附近建立“文化新村”，作为部分文化人的住所及开展文化活动的地点，同时也是对当地上层人士开展统战工作的基地。根据陈毅建议，扬帆筹组“湖海艺文社”，社址在文化新村。为便于开展统战工作，扬帆还被安排担任盐阜参议会驻会委员。
1942年12月，新四军为应付日伪军扫荡而转移至淮南，饶漱石让扬帆留在盐阜区，随新四军三师师部行动，陈毅嘱咐扬帆协同三师师长黄克诚妥善安排文化人。扬帆以三师秘书长的名义，为一些文化人安排好居所后，便随三师指挥所参加反扫荡斗争。经63天战斗，打退日伪军进攻，不仅收复失地，还扩大了根据地。
延安整风时，有位曾在南京戏剧学校学习的文化人交代历史时提到，他在戏校时曾由石蕴华介绍参加地下“救国会”。负责审干的康生认定南京救国会同国民党CC系有联系，扬帆是CC分子，乃通知新四军逮捕审查。1943年12月2日，扬帆奉命从新四军三师驻地到达盱眙县新四军军部后便立即被逮捕，关押在黄花塘一个农家小屋，戴手铐脚镣。中共中央华中局成立了由饶漱石、刘长胜、潘汉年组成的审查小组，多次逼扬帆“坦白”。扬帆则坚持四条原则：一不乱供，二不逃跑，三不自杀，四严守监规。在被监禁10个月后，因延安抢救运动获得纠正，扬帆才获释。
1944年冬，中共中央华中局决定成立敌区工作部，扬帆任部长。扬帆上任后，四处搜集情报并开展活动。其间两次奉派到南京。第一次是因日军华中派遣军总司令冈村宁次派人来，希望和新四军进行秘密接触。中共中央华中局请示中共中央后，中共中央同意秘密接触，以便摸清日方的意图，但不谈判具体问题。1945年6月，冈村宁次派三个日本人来谈判，扬帆作为新四军方面三位代表之一参加谈判。日方提出建立“局部和平”，被新四军方面拒绝。日方希望新四军派出负责官员到南京同日军总部首脑直接谈判。中共中央华中局和新四军军部决定派扬帆赴南京，全权代表新四军同日军华中派遣军总司令部谈判。扬帆到南京后，日方由华中派遣军副参谋长今井武夫出面谈判，提出日方愿让出8个县城以换取“局部和平”，并希望新四军同日方合作，共同对付美军及蒋介石军队。这种要求当即被扬帆拒绝。次日，总参谋长小林浅三郎设宴招待扬帆，表示具体问题可先不谈，希望今后保持联系。谈判回来后，扬帆向中共中央华中局和新四军军部作了汇报。第二次是1945年8月15日日本昭和天皇宣布无条件投降的次日，扬帆奉命再到南京，谈判日军投降事宜。他通过前次被派到新四军的日方代表，要求日军按照朱德总司令命令，就近向新四军投降。日方答复称，根据《波茨坦公告》，日方只能向蒋介石的国民政府投降，希望新四军方面谅解。此时扬帆获悉蒋介石已再三下令中共军队“就地驻防待命”，不得向日伪“擅自行动”，知道谈判受降已无可能，便在收集情报并对潜伏南京的中共情报人员作了工作部署后，回到新四军军部复命。

### 内战情报工作
日本投降后，华中敌后广大地区除少数城市外都先后被共产党占领，连成了有三千万人口的解放区。中央决定成立由邓子恢、谭震林任正副书记的中共中央华中分局，扬帆任中共中央华中分局联络部长。任内，扬帆建起多条通往国统区的地下交通线，加强了与上海、南京等城市的情报工作联系，整顿并发展了一批直接掌握的工作关系，组织起6个工作委员会以分别对国统区的中统、军统、青红帮、军队、政府、党团6个方面开展工作，情报工作一直伸展至湘鄂赣地区。获取的情报有的上报中央及中央局，有的分送有关部门参考。如有位被派到南京的情报干部打入了国民党一个印刷所，获得了国民党的整军方案，后又从国防部获得“各战区战斗序列”及准备内战的部署。这些情报使中共在重庆谈判和应付蒋军发动内战时掌握主动，受到周恩来表扬及中共中央嘉奖。
1946年5月，第二次国共内战全面爆发。为配合战争，扬帆根据中央指示，率领情报队伍开辟第二条战线。1946年8月间，他们争取“交通警察总队”一大队长王一藩率部四百余人在山东起义，投向胶东解放区。1946年冬，中共军队主动撤出两淮地区后，扬帆随军抵达山东，改任中共中央华东局社会部副部长。他继续开展华中及上海、南京的情报工作，同时还在山东沿海港口开辟新交通线，恢复同南方部分国统区城市的联系。1947年9月，他奉命兼任“华东区处理俘虏工作委员会”书记，负责组织被中共军队俘虏的国民党军队官兵学习，经常为他们上课，并向他们收集情报。这些俘虏经审查教育，于1947年冬分批释放，有的回去策动旧部起义，有的重新拉起部队配合中国人民解放军作战，有的协助中国人民解放军破获敌特组织，捕获武装特务。
1949年元旦，中共中央号召将革命进行到底。为准备南下接管上海及苏南的警察局，组建人民公安机关，扬帆于1949年2月下旬率六十多名干部抵达淮阴，建立了面向上海、南京、镇江等地的工作站，派出策动国民党部队投降的情报干部。例如为策应中国人民解放军渡江战役发挥重要作用的江阴要塞起义，和此前的济南前线吴化文起义，就是由华东社会部科长王征明具体组织。扬帆还组织一百余人（包括从上海撤出的中共地下工作者），集中整理数年来积累的情报资料。在一个多月内将国民党在上海的党政军警宪特、官僚企业和全市工商文教卫等各系统各部门的沿革、现况、领导名单地址、电话号码，乃至各保保长名单等，整理汇编为36册资料，分发给军以上单位及接管干部。陈毅表扬他们“为上海接管工作立了一大功”。

### 共和国初期
1949年中国人民解放军攻占南京后，华东局社会部进驻江苏丹阳。华东局决定由梁国斌、李士英、扬帆三人组成中国人民解放军上海市军事管制委员会公安部，扬帆分工负责进城后的肃反工作。1949年5月26日进上海后，因中共上海地下党的工作，上海警察系统已经有20个中共地下党支部，有中共党员470名，所以接管工作顺利，但市内治安很混乱。中共上海市委组建军警联合办事处，数天内便收容散兵及外地流入人员共两万余人；查封了证券大楼，遏止投机倒把，控制了局势。
经中共上海市委批准，扬帆充分利用已起义投诚的国民党特务，侦取潜伏的国民党特务的行迹，策动国民党特务自首立功。很快便破获国民党保密局设在上海、浙江、江苏、安徽等地的二十余个电台及潜伏组织。各国民党特务系统均有站长、处长、主任和骨干秘密自首，有的还提供了潜伏特务及武装特务的情报。在扬帆领导下，上海的肃反成绩显著。如根据一名投诚人员提供的情报，破获潜伏特务及武装特务共三十多起，缴获了电台、密码、枪支弹药。1949年10月25日，破获了美国中央情报局远东情报总站的派遣特务组织，逮捕外籍间谍、报务员及中国籍情报员、交通员，进而在苏联驻沪商务代表团和领事馆追捕了一批苏联籍和中国籍情报员。1949年11月，抓获了自台湾潜入上海准备暗杀陈毅、扬帆和罗瑞卿的杀手刘全德。1950年1月，抓获了向台湾提供轰炸目标的保密局上海独立台台长罗炳乾。在此期间，还破获多起准备爆破暗杀、投毒的案件，保卫了上海市民及党政机关、民主人士的安全。
1951年4月，扬帆任上海市镇反统一行动指挥部总指挥，组织三千多名军警干部、工人、学生，在4月下旬统一行动，逮捕反对中共人士八千六百多人，并再次破获美国中央情报局远东情报总站的间谍案，逮捕间谍雷德蒙等28人。
当时“全国各大区和省市公安机关的主要负责人，几乎全是当过红军的干部，有的还是早年中央特科或延安中央社会部的老同志”，唯有上海市公安局局长扬帆是抗日战争初期时入党的知识分子。由于中共有长期蔑视知识分子的传统，扬帆遭挫折打击很难避免。扬帆为人耿直，清高自守，不易见容。在1951年的华东公安会议上，与会者对扬帆的议论很多，例如说上海市公安局对华东公安部不尊重，和特务坐一条板凳，敌我不分，实行神秘主义、孤立主义，看不起外地外省等等，矛头都指向扬帆。会上有人甚至指名道姓说：“扬帆目空一切，除陈毅饶漱石，谁也看不起，闹独立性，搞宗派。”
扬帆在肃反工作中利用起义投诚的国民党特务，“以特反特”，使上海的肃反工作获得了很大成功。但早在1951年初，中央人民政府公安部部长罗瑞卿去广州途经上海时，谈到主持广州公安工作的两位公安局副局长陈泊、陈坤“包庇一批敌人到公安内部加以重用”，准备把他们“一锅端”。罗瑞卿在谈陈泊、陈坤的情况时曾当面警告扬帆：“扬帆，还有你呐，你好好说说。”扬帆向罗瑞卿解释了当初经中共中央华东局和中共上海市委批准利用敌特的情况，接着又在公安系统内进行了人事调整，以改变“敌情又多又滥”的状况。对此，罗瑞卿表示：“上海纠正错误的态度是好的，上海的问题解决了。
1951年12月，扬帆突然被免去上海市公安局局长职务，调任华东公安部副部长这一虚职，由许建国接任上海市公安局局长。1952年6月，根据许建国的要求，扬帆回到上海担任上海市公安局副局长。这种反常调动使扬帆感到“中央公安部可能对我有点看法，有些信不过我。”同时因连年积劳成疾，尤其是视力严重衰退，经诊断为脑垂体瘤，需做手术。经中共上海市委报中央批准，扬帆被送到苏联治疗，于1953年2月接受手术。
1953年3月，扬帆在莫斯科接受脑垂体瘤手术后，有一天蔡畅拉他去看望江青，蔡畅向江青介绍：这是你在上海时认识的扬帆同志。事隔16年，江青已不认得扬帆，扬帆主动说明自己在上海时的名字是殷扬。这就和当年项英给中央的阻止江青同毛泽东结婚的报告对上了，报告里点明是殷扬提供的消息。后来据凌云在《怀念徐子荣同志》一文中称，江青曾多次找徐子荣谈话，“说30年代过来的文化人中隐藏有叛徒特务，要公安部查究。”
1953年5月，扬帆自苏联回到上海，江苏省公安厅厅长黄赤波被调到上海任上海市公安局常务副局长。10月，扬帆被排除在上海市公安局党组之外。1953年12月21日，就在罗瑞卿陪同毛泽东到上海的五天之前，扬帆被免去上海市公安局副局长和中共上海市委政法委委员职务。据1978年8月22日《解放日报》刊登的黄赤波《追忆罗部长对上海公安工作的关怀》一文称，罗瑞卿当时遵照毛泽东的指示，指挥市局“对混入党内和公安机关的反革命分子扬帆”进行斗争。1954年7月起，扬帆不断在各类会议上受批判，从包庇重用投奔国民政府的特务，引申到指责他是“国民党在共产党内的代理人”。1954年12月31日，他被押送到北京“进行政治审查”，1955年4月12日被正式逮捕。扬帆被押到北京后，罗瑞卿、徐子荣都曾找扬帆谈话，谈话重点都是向他询问当年向项英反映江青情况的始末。
在被捕后的审讯中，扬帆多次被问到在南京戏剧学校的历史、包庇重用坏人以及同饶漱石、潘汉年的关系。这些问题在此后的10年预审中审讯了10年。1965年8月，在秦城监狱小礼堂，最高人民法院宣布，判处扬帆有期徒刑16年，剥夺政治权利终身，罪名一是内奸反革命，二是为台湾送情报导致“二六”轰炸，三是包庇重用大批叛徒特务。
文化大革命爆发后，1967年3月，陈伯达通知中华人民共和国公安部部长谢富治：“再把扬帆、饶漱石、潘汉年抓起来。”陈伯达在1981年交代，他在1967年写的让谢富治“再把扬帆、饶漱石、潘汉年抓起来”的条子，“是开会时受命写的”，受谁之命想不起来了。1967年4月，江青成立专案组，亲自主管，名义上是饶漱石专案组，实际重点是扬帆。从此，扬帆受到残酷迫害。原来秦城监狱监管人员属于公安系统，较为讲政策，此时换成中国人民解放军军人，他们对扬帆肆意凌辱，使扬帆重病，一只眼睛还失明了。直到1971年9月林彪九一三事件后，监管条件才略有改善。1975年七八月间，扬帆获释出狱，安置在湖北沙洋劳改农场劳动改造，每月生活费80元。因长期遭受精神和肉体折磨，扬帆的精神已很不正常，幻听幻觉严重。他自认为有架科学仪器，每天和周恩来说话。1978年10月，扬帆的妻子李琼携儿子到农场看他，他认为这是有人欺骗他，便把妻儿赶走了。次日他对指导员说：“昨夜来的不是我老婆儿子，是江青派来整我的特务，你们不要上当。”
1979年1月7日，在李琼的努力及有关部门支持下，扬帆被送回上海，住进上海精神病院，后转华山医院、华东医院。经过这三家医院的治疗和两次抢救，以及妻子儿女的护理，扬帆逐渐康复。1980年4月，公安部派人送来复查结论，否定了他的内奸反革命的罪名，但仍保留了他在工作中“确有严重错误”的尾巴。直到1983年8月22日才作出彻底平反的结论，承认扬帆在上海公安工作中“作出了显著成绩”，“1955年对扬帆隔离逮捕判刑都是错误的。扬帆蒙冤二十多年，应予平反，恢复名誉与清除影响。”上海公安系统因受扬帆冤案株连而遭清洗逮捕、长期遭迫害的七百多人也都陆续获得平反，其中有些人已被迫害致死。扬帆平反后，恢复了八级工资，当了一届上海市政协委员。1985年11月，扬帆在杭州养病，中共浙江省委书记王芳告诉扬帆：北京有关部门一位负责人曾亲口对王芳说：“扬帆这个冤案，百分之百是江青的原因。”
1999年2月20日，扬帆病逝。

## 著作
- 《扬帆自述》
- 《断桅扬帆——蒙冤二十五年的公安局长》